# تیغ (فلسفه)
تیغ فلسفی (انگلیسی: Razor) به قاعده‌ای سرانگشتی گفته می‌شود که بر اساس یا به کمک آن توضیحی نامحتمل را در مورد یک پدیده کنار می‌گذاریم یا «می‌زداییم».
برخی از تیغ‌های فلسفی عبارت‌اند از:
- تیغ اوکام
- تیغ هیچنز
- تیغ هانلن
- تیغ هیوم
- تیغ آلدر
- اصل ابطال‌پذیری پوپر